# Coniopteryx chilensis
Coniopteryx chilensis är en insektsart som beskrevs av Martin Meinander 1990.
Coniopteryx chilensis ingår i släktet Coniopteryx och familjen vaxsländor. Inga underarter finns listade i Catalogue of Life.